# Venus födelse
Venus födelse är en målning av Sandro Botticelli. Den utfördes cirka 1486 under ungrenässansen och beställare var en medlem ur familjen Medici.

## Motiv
Verket behandlar ett mytologiskt tema härrörande ur klassicismen föreställande paret Zefyros och Chloris, vindguden med sin gemål, som driver upp kärleksgudinnan Venus på stranden. Där mottages hon av vårens gudinna (en av horerna; även tolkad som blomstergudinnan Flora), som står beredd att klä henne. De neddalande rosorna anspelar på den första blomningen då vårens, fertilitetens och kärlekens gudinna, Venus föds.

## Historik
Under den här perioden var det den humanistiska filosofin, nyplatonismen, som dominerade i Florens, vilket också gav upphov till att Lorenzo de' Medici år 1469 grundade den så kallade "Platons akademi". I denna akademi träffades konstnärer, författare och medlemmar ur Medici-familjen för att föra diskussioner kring denna humanistiska filosofi. Uppkomsten av detta verk, liksom andra kan tänkas vara ett resultat av dessa samtida strömningar.
Målningen hänger på konstmuseet Uffizierna i Florens, Italien.